# خوان کروز اسکویول
خوان کروز اسکویول (انگلیسی: Juan Cruz Esquivel؛ زادهٔ ۲۲ اوت ۲۰۰۰) بازیکن فوتبال است.